# أشياء صغيرة كهذه
أشياء صغيرة كهذه (بالإنجليزية: Small Things like These)‏ هي رواية خيالية تاريخية من تأليف كلير كيغان، نُشرت في 30 نوفمبر 2021 بواسطة دار جروف للنشر. في عام 2022، فازت الرواية بجائزة أورويل للرواية السياسية، وأُدرجت في القائمة المختصرة لجائزة راثبونز فوليو وجائزة بوكر. في عام 2024، تم تحويلها إلى فيلم يحمل نفس الاسم بطولة كيليان مورفي.

## الاستقبال
| العام | الجائزة                       | النتيجة          | م.    |
| ----- | ----------------------------- | ---------------- | ----- |
| 2022  | جائزة بوكر                    | القائمة المختصرة | [ 4 ] |
| 2022  | جائزة أورويل للرواية السياسية | فوز              | [ 1 ] |
| 2022  | جائزة راثبونز فوليو           | القائمة المختصرة | [ 2 ] |

## التكييف
ذكرت صحيفة الإندبندنت الأيرلندية في فبراير 2023 أنه يجري البحث عن مواقع تصوير لفيلم مقتبس من الكتاب. ومن المقرر أن يقوم الممثل كيليان مورفي ببطولة الفيلم. في يناير 2024، تم التأكيد على أن فيلم أشياء صغيرة كهذه سيفتتح مهرجان برلين السينمائي الدولي لعام 2024.